# Chorwacja na Zimowych Igrzyskach Olimpijskich 2022
Chorwacja na Zimowych Igrzyskach Olimpijskich 2022 – występ kadry sportowców reprezentujących Chorwację na igrzyskach olimpijskich, które odbyły się w Pekinie, w Chińskiej Republice Ludowej, w dniach 4-20 lutego 2022 roku.
Reprezentacja Chorwacji liczyła jedenaścioro zawodników – siedem kobiet i czterech mężczyzn.
Był to dziewiąty start Chorwacji na zimowych igrzyskach olimpijskich.

## Reprezentanci

### Biegi narciarskie
| Zawodnik                  | Konkurencja                | Kwalifikacje | Kwalifikacje | Ćwierćfinały | Ćwierćfinały | Półfinały | Półfinały | Finał     | Finał    | Finał   | Źródło |
| Zawodnik                  | Konkurencja                | Czas         | Miejsce      | Czas         | Miejsce      | Czas      | Miejsce   | Czas      | Strata   | Miejsce | Źródło |
| ------------------------- | -------------------------- | ------------ | ------------ | ------------ | ------------ | --------- | --------- | --------- | -------- | ------- | ------ |
| Tena Hadžić               | bieg indywidualny kobiet   | —            | —            | —            | —            | —         | —         | 36:27,5   | +8:21,2  | 83.     | [ 1 ]  |
| Tena Hadžić               | sprint kobiet              | 3:45,60      | 71.          | NQ           | NQ           | NQ        | NQ        | NQ        | NQ       | 71.     | [ 1 ]  |
| Vedrana Malec             | bieg indywidualny kobiet   | —            | —            | —            | —            | —         | —         | 34:31,6   | +6:25,3  | 73.     | [ 2 ]  |
| Vedrana Malec             | bieg masowy kobiet         | —            | —            | —            | —            | —         | —         | 1:41:18,6 | +16:24,6 | 52.     | [ 2 ]  |
| Vedrana Malec             | sprint kobiet              | 3:33,12      | 53.          | NQ           | NQ           | NQ        | NQ        | NQ        | NQ       | 53.     | [ 2 ]  |
| Marko Skender             | bieg indywidualny mężczyzn | —            | —            | —            | —            | —         | —         | 48:30,8   | +10:36,0 | 74.     | [ 3 ]  |
| Marko Skender             | bieg masowy mężczyzn       | —            | —            | —            | —            | —         | —         | 1:30:34,5 | +19:01,8 | 57.     | [ 3 ]  |
| Marko Skender             | sprint mężczyzn            | 3:06,86      | 69.          | NQ           | NQ           | NQ        | NQ        | NQ        | NQ       | 69.     | [ 3 ]  |
| Tena Hadžić Vedrana Malec | sprint drużynowy kobiet    | —            | —            | —            | —            | 26:29,23  | 10.       | NQ        | NQ       | 20.     | [ 4 ]  |

### Narciarstwo alpejskie
| Zawodnik      | Konkurencja            | 1 przejazd | 1 przejazd | 2 przejazd | 2 przejazd | Łącznie | Łącznie | Źródło |
| Zawodnik      | Konkurencja            | Czas       | Pozycja    | Czas       | Pozycja    | Czas    | Pozycja | Źródło |
| ------------- | ---------------------- | ---------- | ---------- | ---------- | ---------- | ------- | ------- | ------ |
| Samuel Kolega | slalom mężczyzn        | 55,54      | 18.        | 50,42      | 6.         | 1:45,96 | 15.     | [ 5 ]  |
| Samuel Kolega | slalom gigant mężczyzn | 1:06,53    | 24.        | 1:10,75    | 23.        | 2:17,28 | 21.     | [ 5 ]  |
| Andrea Komšić | slalom kobiet          | DNF        | DNF        | NQ         | NQ         | DNF     | DNF     | [ 6 ]  |
| Andrea Komšić | slalom gigant kobiet   | DNS        | DNS        | DNS        | DNS        | DNS     | DNS     | [ 6 ]  |
| Zrinka Ljutić | slalom kobiet          | 55,03      | 26.        | 53,88      | 23.        | 1:48,91 | 25.     | [ 7 ]  |
| Zrinka Ljutić | slalom gigant kobiet   | 1:02,50    | 35.        | 1:01,27    | 27.        | 2:03,77 | 28.     | [ 7 ]  |
| Leona Popović | slalom kobiet          | 55,31      | 30.        | 53,11      | 12.        | 1:48,42 | 23.     | [ 8 ]  |
| Matej Vidović | slalom mężczyzn        | 56,57      | 26.        | 50,79      | 14.        | 1:47,36 | 20.     | [ 9 ]  |
| Filip Zubčić  | slalom mężczyzn        | 55,79      | 21.        | 50,89      | 17.        | 1:46,68 | 18.     | [ 10 ] |
| Filip Zubčić  | slalom gigant mężczyzn | 1:04,69    | 15.        | 1:07,40    | 9.         | 2:12,09 | 10.     | [ 10 ] |

### Short track
| Zawodnik        | Konkurencja   | Kwalifikacje | Kwalifikacje | Ćwierćfinał | Ćwierćfinał | Półfinał | Półfinał | Finał/Finał B | Finał/Finał B | Miejsce | Źródło |
| Zawodnik        | Konkurencja   | Czas         | Pozycja      | Czas        | Pozycja     | Czas     | Pozycja  | Czas          | Pozycja       | Miejsce | Źródło |
| --------------- | ------------- | ------------ | ------------ | ----------- | ----------- | -------- | -------- | ------------- | ------------- | ------- | ------ |
| Valentina Aščić | 500 m kobiet  | 44,681       | 3.           | NQ          | NQ          | NQ       | NQ       | NQ            | NQ            | 23.     | [ 11 ] |
| Valentina Aščić | 1500 m kobiet | —            | —            | 2:21,456    | 5.          | NQ       | NQ       | NQ            | NQ            | 26.     | [ 11 ] |

### Snowboarding
| Zawodnik    | Konkurencja       | Kwalifikacje | Kwalifikacje | Kwalifikacje | Kwalifikacje | Kwalifikacje | Finał | Finał | Finał | Finał | Miejsce | Źródło |
| Zawodnik    | Konkurencja       | Z1           | Z2           | Z3           | W            | M            | Z1    | Z2    | Z3    | W     | Miejsce | Źródło |
| ----------- | ----------------- | ------------ | ------------ | ------------ | ------------ | ------------ | ----- | ----- | ----- | ----- | ------- | ------ |
| Lea Jugovac | big air kobiet    | 9,25         | 15,00        | 10,00        | 24,25        | 28.          | NQ    | NQ    | NQ    | NQ    | 28.     | [ 12 ] |
| Lea Jugovac | slopestyle kobiet | DNS          | DNS          | DNS          | DNS          | DNS          | DNS   | DNS   | DNS   | DNS   | DNS     | [ 12 ] |